# セキスポファミリーランド
セキスポファミリーランドは、かつて岐阜県関市塔ノ洞にあった遊園地である。

## 概要
- 広大な山野の自然を生かしたフィールドアスレチックや巨大迷路があった。閉園後、関市が跡地を購入し、2014年7月には中池公園中池ファミリーパークとして整備した。

## 歴史
- 1976年オープン
- 1999年頃閉鎖